# Pejman Hadadi
Pejman Hadadi  (* 19. Februar 1969 in Teheran) ist ein iranischer Perkussionist, Komponist und Musikpädagoge.
Hadadi begann zehnjährig eine Ausbildung als Tombakspieler bei Assadollah Hejazi, die er später bei Bahman Rajabi fortsetzte. Geprägt wurde er auch durch Aufnahmen der Meister Hossein Tehrani, Nasser Farhangfar und Morteza Ayan. Inspiriert von Bijan Kamkar erlernte er außerdem autodidaktisch das Dafspiel.
1989 wanderte er in die USA aus, wo er 1991 eine professionelle Musikerlaufbahn begann. Er war zunächst Mitglied der Gruppen Oshagh und Nava und gab dann eine Reihe von Konzerten mit Hossein Alizadeh. 1995 trat er in das Dastan Ensemble ein, mit dem zahlreiche von der Kritik gelobte Aufnahmen entstanden. Mit Behnam Samani, Reza Samani, Hakim Ludin, Javid Afsari Rad und Morshed Mehregan gründete er 2000 das Perkussionsensemble Zarbang, mit dem u. a. die Alben Rengineh, Middle Eastern and World Percussion und Call to Love entstanden.
Daneben arbeitete Hadadi mit zahlreichen anderen Musikern zusammen wie Hossein Alizadeh, Shahram Nazeri, Homayoun Shajarian, Kayhan Kalhor, Parissa, Shujaat Hussain Khan, Omar Faruk Tekbilek, Hossein Omoumi, Sima Bina, Salar Aghili, Ali Akbar Moradi, Hafez Nazeri, Ardeshir Kamkar, Matthaious Tsahourides, Nejati Celik, Halil Karadoumon, Yair Dalal, Imamyar Hasanov, Rajeeb Chakraborti, Adam Rudolph, Brad Dutz, Gregg Ellis, Yuval Ron und Reza Samani. Zwei Jahre lang studierte er zudem das Tablaspiel.
Hadadi entwickelte eine stimmbare Rahmentrommel, die als Pezhvāk bzw. Davaayer-e Kooki bezeichnet wird, außerdem in Zusammenarbeit mit Remo, einem Unternehmen zur Herstellung von Schlagzeugfellen und Perkussionsinstrumenten, ein synthetisches Fell für die Rahmentrommel Daf. Neben seiner Konzerttätigkeit unterrichtet er Perkussionsinstrumente und gründete 1999 das Neyreez World Music Institute, wo er neben anderen Musikern Meisterklassen gibt. Für seine Verdienste um die persische Musik wurde er zweimal mit dem Durfee Foundation Master Musician Award ausgezeichnet.
Als Komponist arbeitet Hadadi seit 1999 in Europa und Nordamerika mit der Tänzerin und Choreographin Banafsheh Sayyad und ihrem Ensemble NAMAH zusammen. Er erhielt Kompositionsaufträge vom Los Angeles Master Choral und war als Filmmusiker aktiv.